# Vaatje
Ein Vaatje war ein ostfriesisches Volumen- und Getreidemaß.
Die Maßkette war
- 1 Tonne = 2 Sack = 4 Verps = 16 Vaatjes = 144 Krues[1]

Das hier angegebene Volumen hat Emder Werte (1 Verp = 2410 Pariser Kubikzoll = 47 ¾ Liter) als Grundlage. In anderen Orten seiner Verbreitung war eine Abweichung möglich.
- Emden 1 Vaatje = 60,25 Pariser Kubikzoll = 11,9375 Liter
- Norden 1 Vaatje = 9 Krues = 1 Moneke = 10,752 Liter[2]
- 4 Vaatje = 1 Verp